# فار (إقليم فرنسي)
فار (بالفرنسية: Var)‏هو إقليم فرنسي تابع لمنطقة بروفنس ألب كوت دازور . رقمه التسلسلي هو 83 . عدد سكانه 1,095,337 نسمة وفق تعداد عام 2021.

تعليق

تعليق

## أعلام
- فرانسوا ماهي
- غستاف دوكا
- جوليس فرنسوا إميل كرانتز